# Apocheiridium zealandicum
Apocheiridium zealandicum es una especie de arácnido del orden Pseudoscorpionida de la familia Cheiridiidae.

## Distribución geográfica
Se encuentra en Nueva Zelanda.